# Segestes
Segestes (en llatí Segestes) va ser un cap dels queruscs, un poble germànic, sogre i enemic d'Armini.
La filla de Segestes, Thusnelda, estava casada amb Armini i sembla que Segestes no estava d'acord amb aquest enllaç que havia estat imposat per Armini a la força. Aquesta diferència personal va portar a Segestes a acostar-se als romans. L'any 9 va advertir a Quintili Var de la conspiració dels caps queruscs Armini, Sigimer i altres i li va aconsellar el seu arrest abans de la revolta, consell que malauradament pels romans, no va ser seguit.
L'any 14 la tribu de la qual Segestes era cap el va forçar a fer la guerra contra els romans, però encara mantenia correspondència amb l'enemic i va enviar informació a Germànic Cèsar sobre els plans i moviments dels queruscs. Probablement es va descobrir la seva traïció i els queruscs el van atacar a casa seva, d'on va ser rescatat amb dificultats per un destacament enviat per Germànic Cèsar. Segestes amb els seus fills, esclaus i clients va escapar cap al campament romà. August li va donar la ciutadania romana i Segestes es va oferir per negociar la pau amb els germànics.
Germànic Cèsar li va assignar una residència segura a Narbona i va perdonar al seu fill Sigimon (Segimundus) que s'havia revoltat. La filla de Segestes i dona d'Armini, tot i que afavoria més aviat la causa del seu marit que no pas la del pare, va caure en mans del romans, i la van enviar amb un fill a Ravenna, segons explica Tàcit.